# Giro del Veneto 1977
Il Giro del Veneto 1977, cinquantesima edizione della corsa, si svolse il 1º ottobre 1977 su un percorso di 235 km (oppure 243,5 km). La vittoria fu appannaggio dell'italiano Giuseppe Saronni, che completò il percorso in 6h09'00", precedendo il belga Roger De Vlaeminck e lo svedese Bernt Johansson.
Sul traguardo di Montegrotto Terme terminarono la prova 50 corridori.

## Ordine d'arrivo (Top 10)
| Pos. | Corridore                | Squadra                    | Tempo    |
| ---- | ------------------------ | -------------------------- | -------- |
| 1    | Giuseppe Saronni         | Scic                       | 6h09'00" |
| 2    | Roger De Vlaeminck       | Brooklyn                   | s.t.     |
| 3    | Bernt Johansson          | Fiorella Mocassini-Citroën | s.t.     |
| 4    | Francesco Moser          | Sanson                     | s.t.     |
| 5    | Gianbattista Baronchelli | Scic                       | s.t.     |
| 6    | Bruno Wolfer             | Zonca-Santini              | s.t.     |
| 7    | Alfio Vandi              | Magniflex-Torpado          | s.t.     |
| 8    | Johan De Muynck          | Brooklyn                   | s.t.     |
| 9    | Carmelo Barone           | Fiorella Mocassini-Citroën | a 45"    |
| 10   | Wladimiro Panizza        | Scic                       | s.t.     |